# Dedenborn, Talaue des Püngel-, Wüstebaches und Erkensruhroberlauf
Dedenborn, Talaue des Püngel-, Wüstebaches und Erkensruhroberlauf este o arie protejată (arie specială de conservare — SAC, sit de importanță comunitară — SCI) din Germania întinsă pe o suprafață de 668,14 ha, integral pe uscat.

## Localizare
Centrul sitului Dedenborn, Talaue des Püngel-, Wüstebaches und Erkensruhroberlauf este situat la coordonatele 50°32′01″N 6°20′58″E / 50.5336°N 6.3494°E.

## Înființare
Situl Dedenborn, Talaue des Püngel-, Wüstebaches und Erkensruhroberlauf a fost declarat sit de importanță comunitară în martie 2001 pentru a proteja 1 specie de plante și 2 specii de animale. Situl a fost protejat și ca arie specială de conservare în august 2004.

## Biodiversitate
Situată în ecoregiunea continentală, aria protejată conține 7 habitate naturale: Cursuri de apă de la nivel de câmpie la nivel montan, cu vegetație Ranunculion fluitantis și Callitricho-Batrachion, Formațiuni ierboase bogate în specii de Nardus, dezvoltate pe substraturi silicioase în zone montane (și în zone submontane, în Europa continentală), Fânețe montane, Grohotișuri silicioase medio-europene, la altitudine înaltă, Roci stâncoase cu vegetație pionieră de Sedo-Scleranthion sau Sedo albi-Veronicion dillenii, Păduri de fag Luzulo-Fagetum, Păduri aluvionare cu Alnus glutinosa și Fraxinus excelsior (Alno-Padion, Alnion incanae, Salicion albae).
La baza desemnării sitului se află mai multe specii protejate:
- plante (1): Vandenboschia speciosa
- mamifere (1): liliac comun (Myotis myotis)
- nevertebrate (1): Lycaena helle

Pe lângă speciile protejate, pe teritoriul sitului au mai fost identificate 3 specii de mamifere.